# Amaszonas

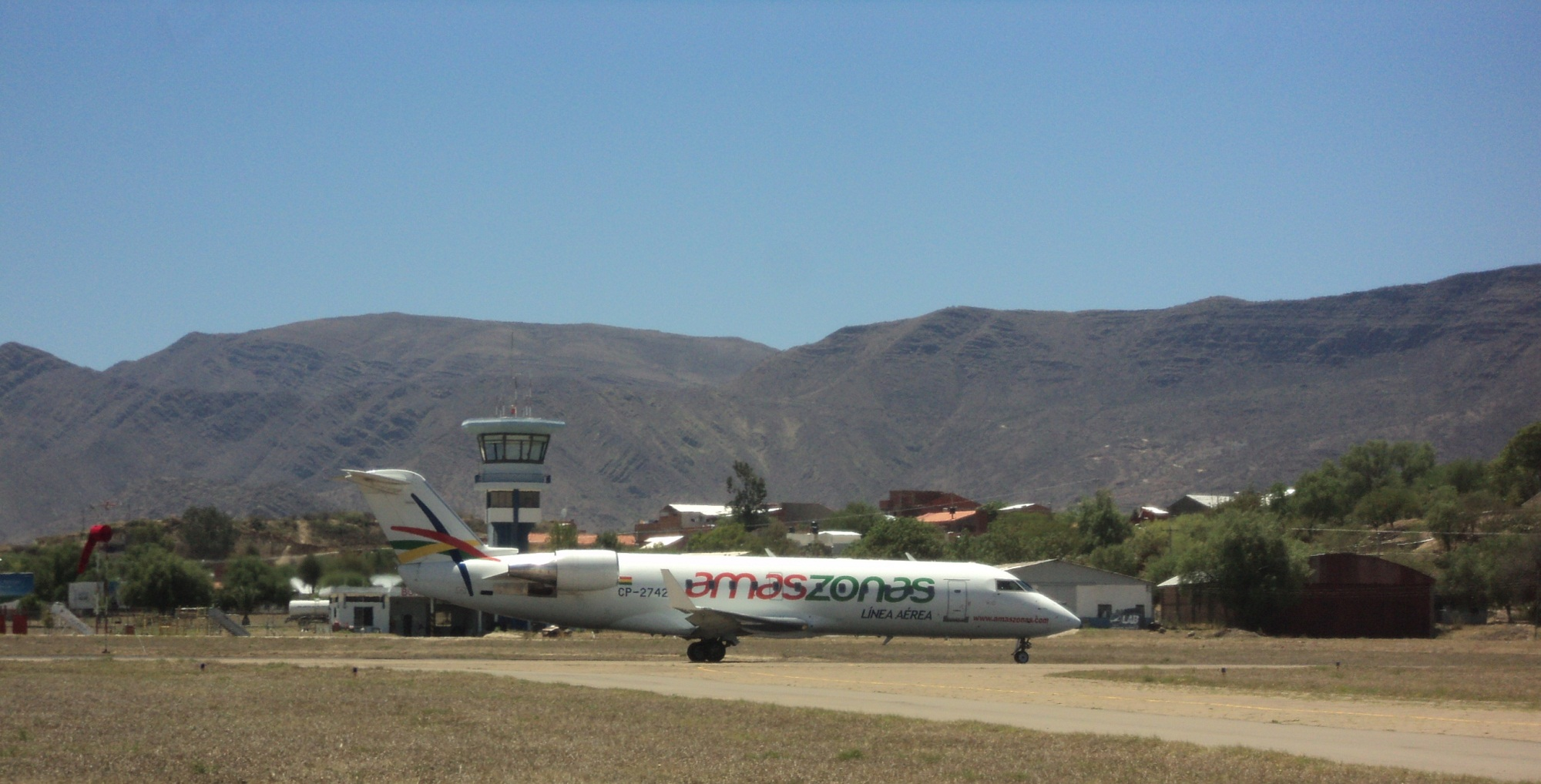
Bombardier CRJ-200 de la aerolínea boliviana Amaszonas (CP-2742)

Amaszonas Línea Aérea (Amas) o Amas Bolivia (“Amaszonas” S.A.) fue la segunda aerolínea más grande privada de Bolivia, con oficinas en La Paz y Santa Cruz de la Sierra, operando vuelos regulares y chárter con una flota de aviones Embraer 190. Fue adquirida por NELLA Airlines Group en agosto de 2021y vendida al empresario Luiz Divino en septiembre de 2023.
Amaszonas nace como línea aérea bandera de la ciudad de La Paz ofreciendo conexión al departamento de Beni con rutas no convencionales en aeronaves de baja capacidad de transporte, incorporando aviones Bombardier CRJ200 con el objetivo la consolidación en las rutas principales del país e incluso su expansión hacia destinos internacionales.
La compañía fue fundada en el año 2000, su nombre proviene de la frase "A Más Zonas" que tiene un sonido idéntico a "Amazonas", y durante un breve periodo tuvo un acuerdo de código compartido con Gol Linhas Aéreas y un acuerdo Interlíneal con StarPerú para su ruta entre La Paz-Lima.
Llegó a tener planes de ampliar las rutas internacionales hacia Argentina, Brasil, Paraguay y otros países de la región.

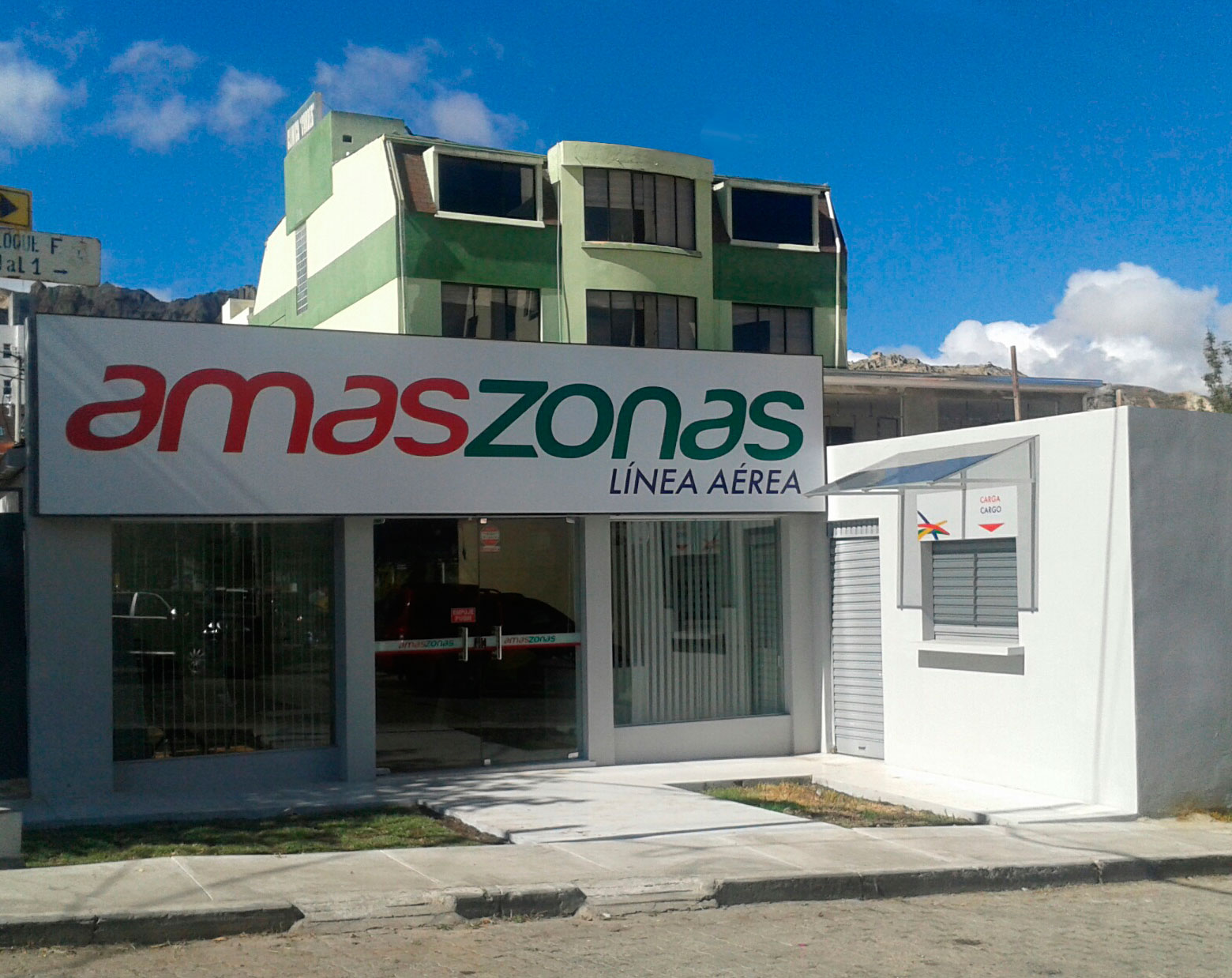
Puesto de venta de la aerolínea Amaszonas.

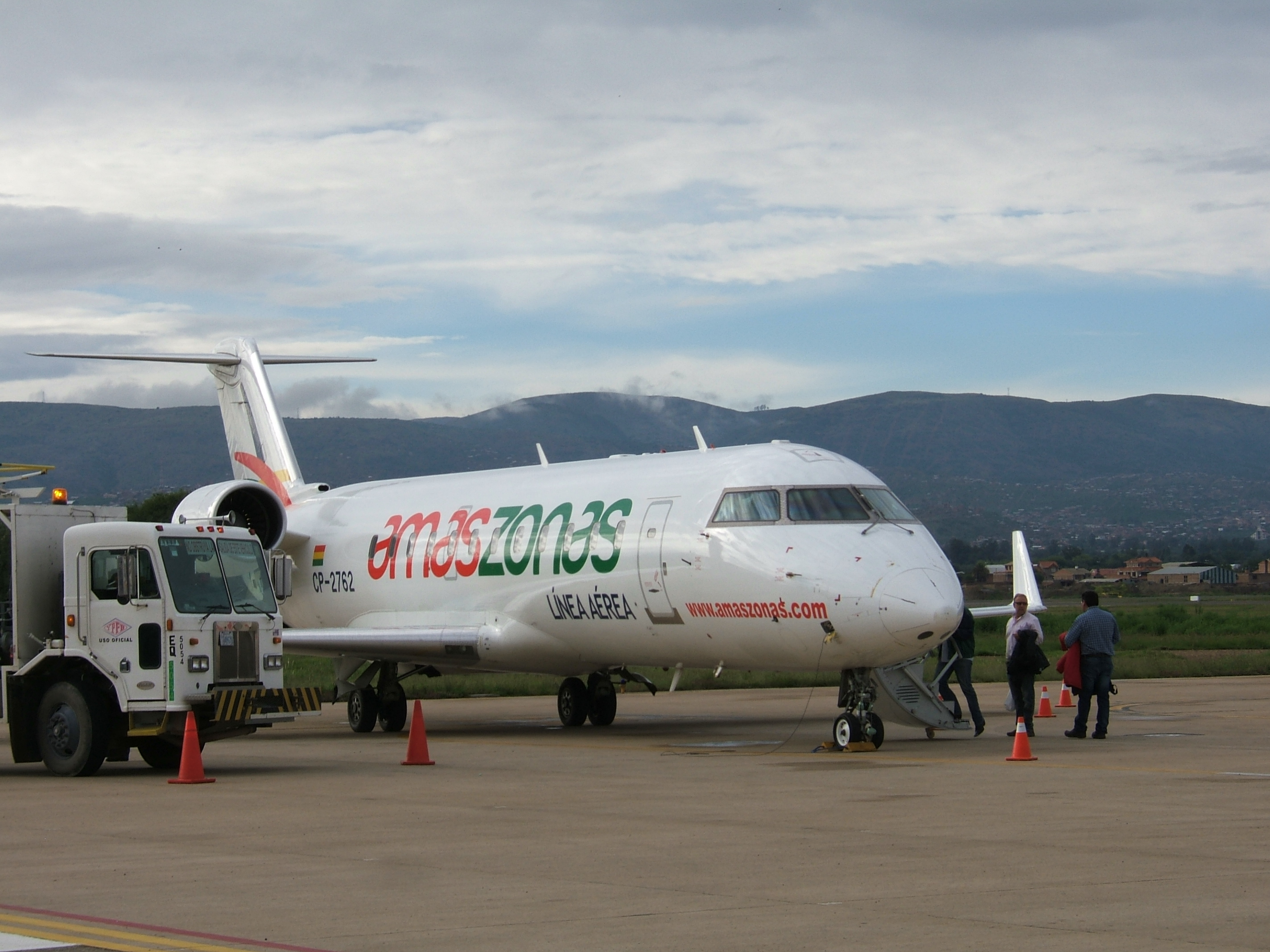
Bombardier CRJ 200 de Amaszonas en el Aeropuerto Internacional Jorge Wilstermann

En abril de 2015 la aerolínea Amaszonas llegó a un acuerdo con la compañía uruguaya BQB obteniendo así la cesión de sus permisos para ingresar al espacio aéreo de susodicha aerolínea a cambio de mantener 30 empleados de esta aerolínea (absorbiendo los activos de BQB, 5 días después del cierre de esta).
El año 2019, implementa a su flota aeronaves más modernas para reemplazar a sus Bombardier CRJ200, el modelo elegido fue el Embraer E190, que actualmente es usado para operar vuelos nacionales e internacionales de manera comercial y chárter.

## Historia

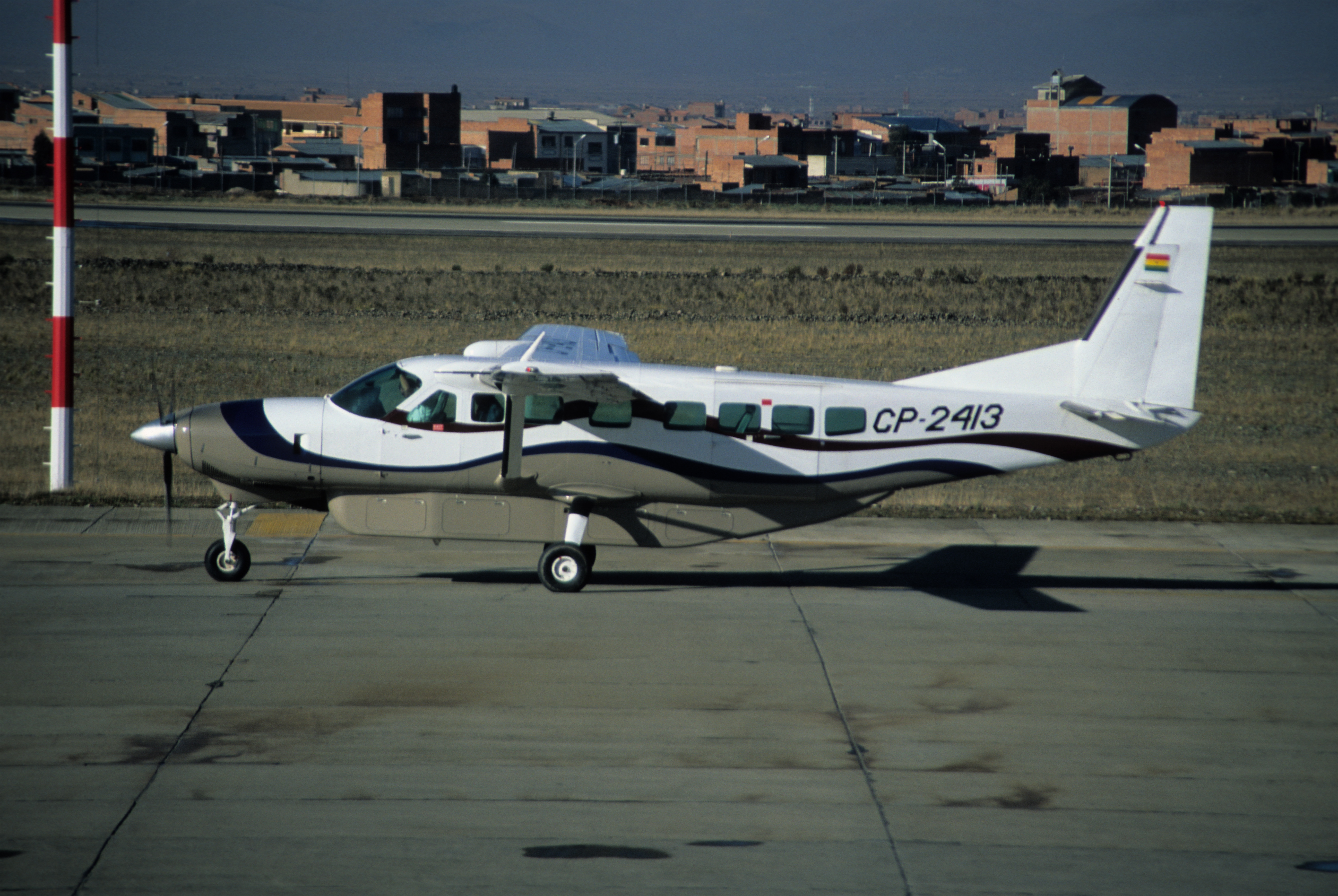
Un Cessna 208 Caravan de Amaszonas (CP-2419) en 2004

La empresa se fundó el 1 de octubre de 1998, pero los servicios de vuelo no se iniciaron hasta 2000. Inicialmente, Amaszonas Línea Aérea operaba vuelos fletados utilizando una pequeña flota de aviones turbohélice Cessna 208 Caravan y Fairchild Swearingen Metroliner. En 2012, tras la desaparición de AeroSur, se adquirieron cinco CRJ200 de Avmax Aircraft Leasing Inc. para lanzar servicios regulares de pasajeros.
El primero de estos aviones a reacción de 50 asientos se puso en servicio a fines de agosto del mismo año en la ruta La Paz-Santa Cruz de la Sierra. A finales de 2014, Amaszonas anunció que arrendaría 9 aviones CRJ200 más para expandir su red regional y tenía la intención de volar hasta 40 destinos para 2017.

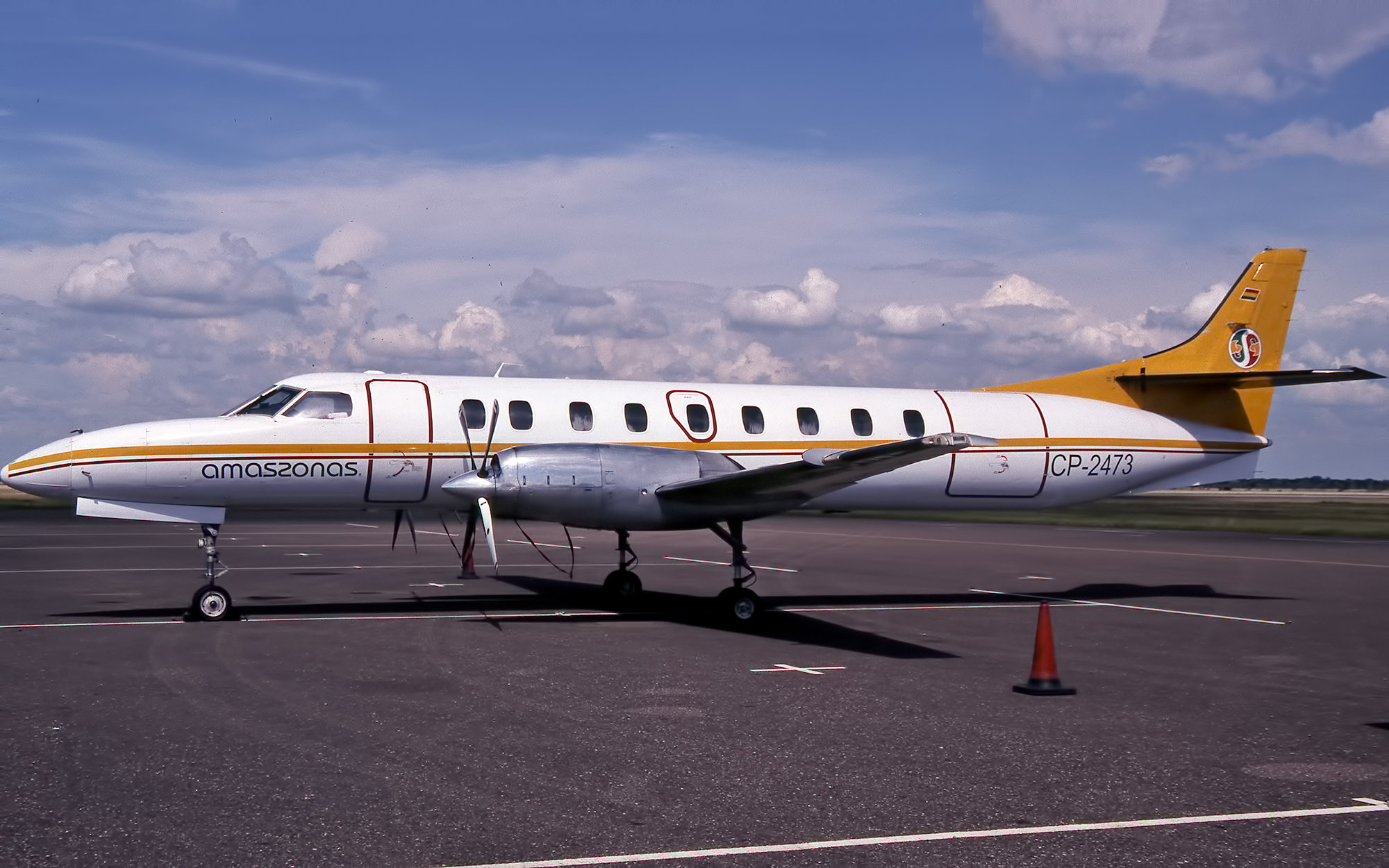
Un Fairchild Swearingen Metroliner (CP-2473) de Amaszonas

### Compra de BQB Líneas Aéreas
En 2015 la aerolínea boliviana compró la uruguaya BQB Líneas Aéreas 5 días después de que la empresa cerrara sus operaciones debido a una crisis iniciada en 2014. A partir del 4 de mayo, la aerolínea toma posesión de las rutas operadas por BQB antes del cierre de operaciones, las cuales son el Aeroparque Metropolitano Jorge Newbery y el Aeropuerto Internacional Silvio Pettirossi.

### Amaszonas Paraguay
En 2015, Amaszonas Línea Aérea anunció la creación de una filial en Paraguay, Amaszonas Paraguay, que realizó su vuelo inaugural el 11 de septiembre del mismo año en la ruta entre Asunción y Ciudad del Este. Hasta 2018, la empresa incorporó cuatro unidades del CRJ200, que volaban a destinos domésticos e internacionales en Argentina, Bolivia, Brasil, Chile y Uruguay.
En junio de 2018, la aerolínea boliviana anunció la venta de todas las operaciones de Amaszonas Paraguay a un grupo de inversores españoles y canadienses, nominalmente, Inversiones Líneas Aéreas Internacionales (ILAI), dueño de la aerolínea regional española Air Nostrum, y el arrendador Avmax Group Inc. En septiembre, luego de la conclusión del acuerdo y separación de operaciones, la empresa paraguaya anunció el cambio de marca a Paranair.

### Expansión
En 2019, Amaszonas Línea Aérea anunció un proceso de renovación y expansión de la flota, contratando al consultor de marketing y especialista en aviación brasileño Gianfranco Beting, cofundador de Azul Linhas Aéreas, para llevar a cabo un cambio de marca. La empresa eligió el birreactor Embraer E190 para renovación de la flota y anunció que operaría bajo la nueva marca "Amas" a través de las filiales Amas Bolivia y Amas Uruguay.
La aerolínea firmó contratos de arrendamiento (leasing) por seis unidades del modelo, siendo las dos primeras entregadas por la estadounidense GE Capital Aviation Services (GECAS) y las cuatro restantes por la china CDB Leasing. La empresa recibió su primer Embraer matrícula CP-3130 el 21 de agosto de 2019, luciendo la nueva imagen comercial del grupo.
La empresa también inició una expansión doméstica e internacional, con el lanzamiento de nuevos destinos, como São Paulo (Guarulhos), Río de Janeiro (Galeão) y Foz do Iguaçu desde el Aeropuerto Internacional Viru Viru en Santa Cruz de la Sierra.

### Pandemia y crisis
Tras la toma de posesión de Luis Arce como presidente de Bolivia en noviembre de 2020, el gobierno impuso nuevas restricciones de viaje debido a la pandemia del coronavirus (COVID-19) que asfixiaron el transporte aéreo en Bolivia. Con operaciones suspendidas y sin ninguna ayuda del Estado, en medio de acusaciones de dañarla deliberadamente para favorecer a la aerolínea estatal Boliviana de Aviación (BoA), la empresa comenzó a acumular deudas financieras.
En agosto de 2021, en medio del intercambio de acusaciones en la prensa entre altos funcionarios del gobierno y administradores de Amaszonas, el gobierno comenzó a acusarla de tener una deuda millonaria con el Estado boliviano, exigiendo el pago inmediato de más de 84 millones de bolivianos adeudados a las instancias de NAABOL, Impuestos Nacionales, ATT, Aduana, AFPs y otros.

### NELLA Airlines Group
En agosto de 2021, el holding brasileño-estadounidense NELLA Airlines Group, con sede en Delawere, Estados Unidos, pero con base en Brasil y de propiedad de un consorcio brasileño liderado por ejecutivo brasileño Maurício Souza, adquirió el control del 100% sobre la aerolínea boliviana Amaszonas por U$50 millones de dólares.

### Cese de operaciones
Amaszonas cesó sus operaciones el 8 de agosto de 2023 tras suspender el Gobierno de Luis Arce la matrícula de los Embraer E-190. Esto fue debido a deudas que Amaszonas arrastraba con el arrendador de los aviones GY Aviation Lease 1816.

### Venta de la empresa
El 28 de septiembre de 2023 con un comunicado oficial mediante redes sociales, Mauricio Souza,CEO de Nella Airlines Group anunció oficialmente la venta de la línea aérea Amaszonas al empresario Luiz Divino.

## Antiguos destinos
Amaszonas voló a los siguientes destinos cubiertos por Amaszonas, Amaszonas Paraguay (Ahora Paranair) y Amaszonas Uruguay:
| Países         | Destinos                                                          | Aeropuertos                                |
| -------------- | ----------------------------------------------------------------- | ------------------------------------------ |
| Argentina      |                                                                   |                                            |
| Buenos Aires   | Aeroparque Jorge Newbery                                          |                                            |
| Córdoba        | Aeropuerto Internacional Ingeniero Aeronáutico Ambrosio Taravella |                                            |
| Corrientes     | Aeropuerto Internacional Doctor Fernando Piragine Niveyro         |                                            |
| Salta          | Aeropuerto Internacional de Salta Martín Miguel de Güemes         |                                            |
| Bolivia        |                                                                   |                                            |
| Cobija         | Aeropuerto Capitán Aníbal Arab                                    |                                            |
| Cochabamba     | Aeropuerto Internacional Jorge Wilstermann                        |                                            |
| Guayaramerín   | Aeropuerto Capitán de Av. Emilio Beltrán                          |                                            |
| La Paz         | Aeropuerto Internacional de El Alto                               |                                            |
| Puerto Suárez  | Aeropuerto de Puerto Suárez                                       |                                            |
| Riberalta      | Aeropuerto Capitán Av. Selin Zeitun López                         |                                            |
| Rurrenabaque   | Aeropuerto Rurrenabaque                                           |                                            |
| Santa Cruz     | Aeropuerto Internacional Viru Viru                                |                                            |
| Sucre          | Aeropuerto Internacional de Alcantarí                             |                                            |
| Trinidad       | Aeropuerto Teniente Jorge Henrich Arauz                           |                                            |
| Uyuni          | Aeropuerto Joya Andina                                            |                                            |
| Yacuiba        | Aeropuerto de Yacuiba                                             |                                            |
| Brasil         |                                                                   |                                            |
| Campo Grande   | Aeropuerto Internacional de Campo Grande                          |                                            |
| Curitiba       | Aeropuerto Internacional Afonso Pena                              |                                            |
| Florianópolis  | Aeropuerto Internacional Hercílio Luz                             |                                            |
| Porto Alegre   | Aeropuerto Internacional Salgado Filho                            |                                            |
| Rio de Janeiro | Aeropuerto Internacional de Galeão                                |                                            |
| São Paulo      | Aeropuerto Internacional Guarulhos                                |                                            |
| Chile          |                                                                   |                                            |
| Antofagasta    | Aeropuerto Andrés Sabella                                         |                                            |
| Arica          | Aeropuerto Internacional Chacalluta                               |                                            |
| Calama         | Aeropuerto El Loa                                                 |                                            |
| Copiapó        | Aeródromo Desierto de Atacama                                     |                                            |
| Iquique        | Aeropuerto Internacional Diego Aracena                            |                                            |
| La Serena      | Aeródromo La Florida (Chile)                                      |                                            |
| Paraguay       | Asunción                                                          | Aeropuerto Internacional Silvio Pettirossi |
| Paraguay       | Ciudad del Este                                                   | Aeropuerto Internacional Guaraní           |
| Perú           |                                                                   |                                            |
| Arequipa       | Aeropuerto Internacional Rodríguez Ballón                         |                                            |
| Cuzco          | Aeropuerto Internacional Alejandro Velasco Astete                 |                                            |
| Lima           | Aeropuerto Internacional Jorge Chavez                             |                                            |
| Uruguay        |                                                                   |                                            |
| Montevideo     | Aeropuerto Internacional de Carrasco                              |                                            |
| Punta del Este | Aeropuerto Internacional de Punta del Este                        |                                            |

## Acuerdos interlineales
Amaszonas tuvoacuerdos interlínea con las siguientes aerolíneas:
- Air Europa (Destinos de Europa)
- Aerolíneas Argentinas (30 destinos de Argentina)
- Gol Linhas Aéreas (Destinos a Brasil)
- Sky Airline (Destinos a Santiago de Chile)
- Star Perú (Destinos a Lima)

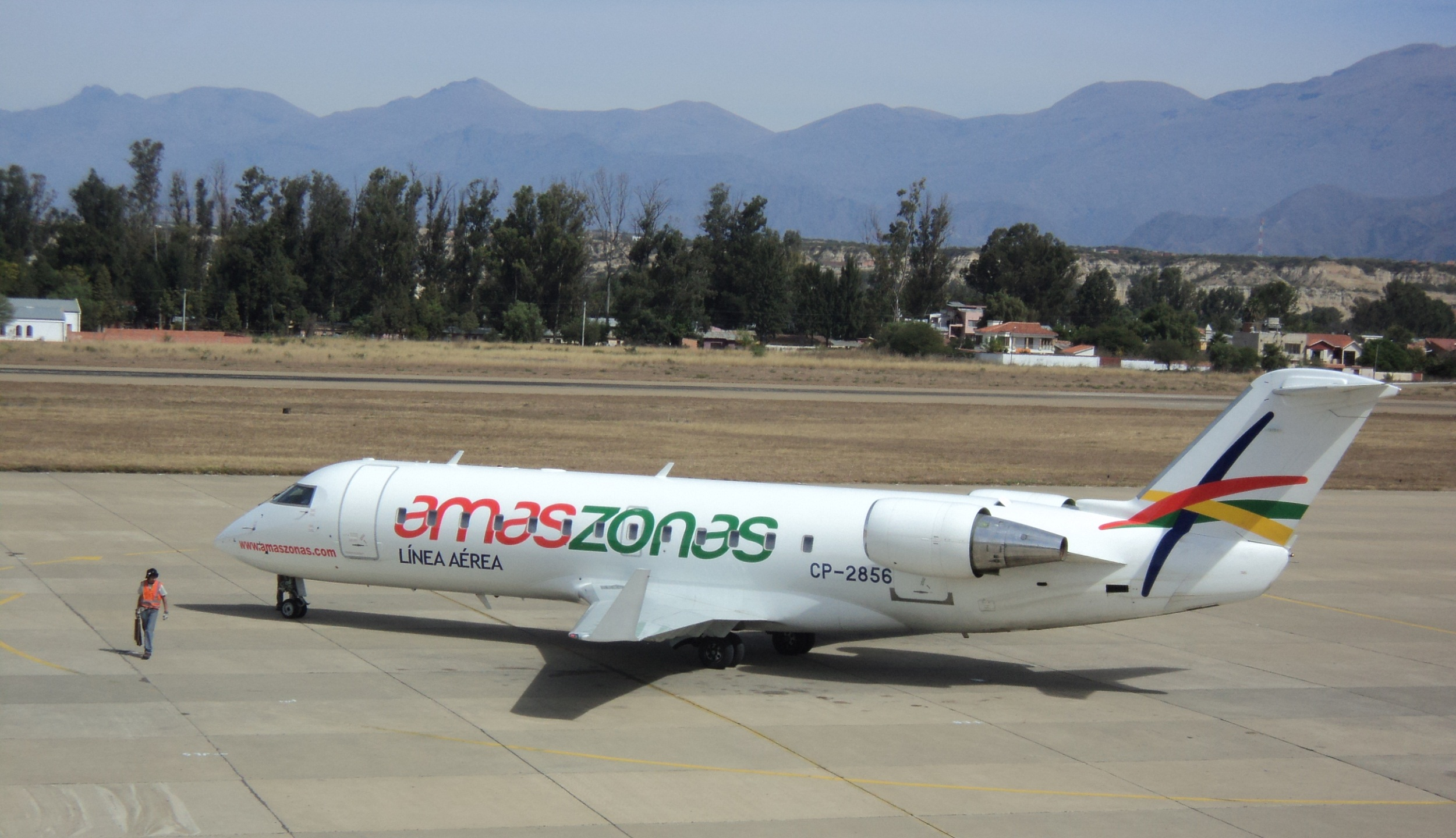
Bombardier CRJ 200 de Amaszonas en el Aeropuerto Capt. Oriel Lea Plaza en Tarija

### Subsidiarias
Amaszonas decidió crear el grupo AMASZONAS con su misma marca y crecer en otros países, sus filiales fueron:
- Amaszonas Líneas Aéreas vendida al Sr. Luiz Divino
- Amaszonas Paraguay sociedad con Air Nostrum
- Amaszonas Uruguay ex BQB

## Flota histórica

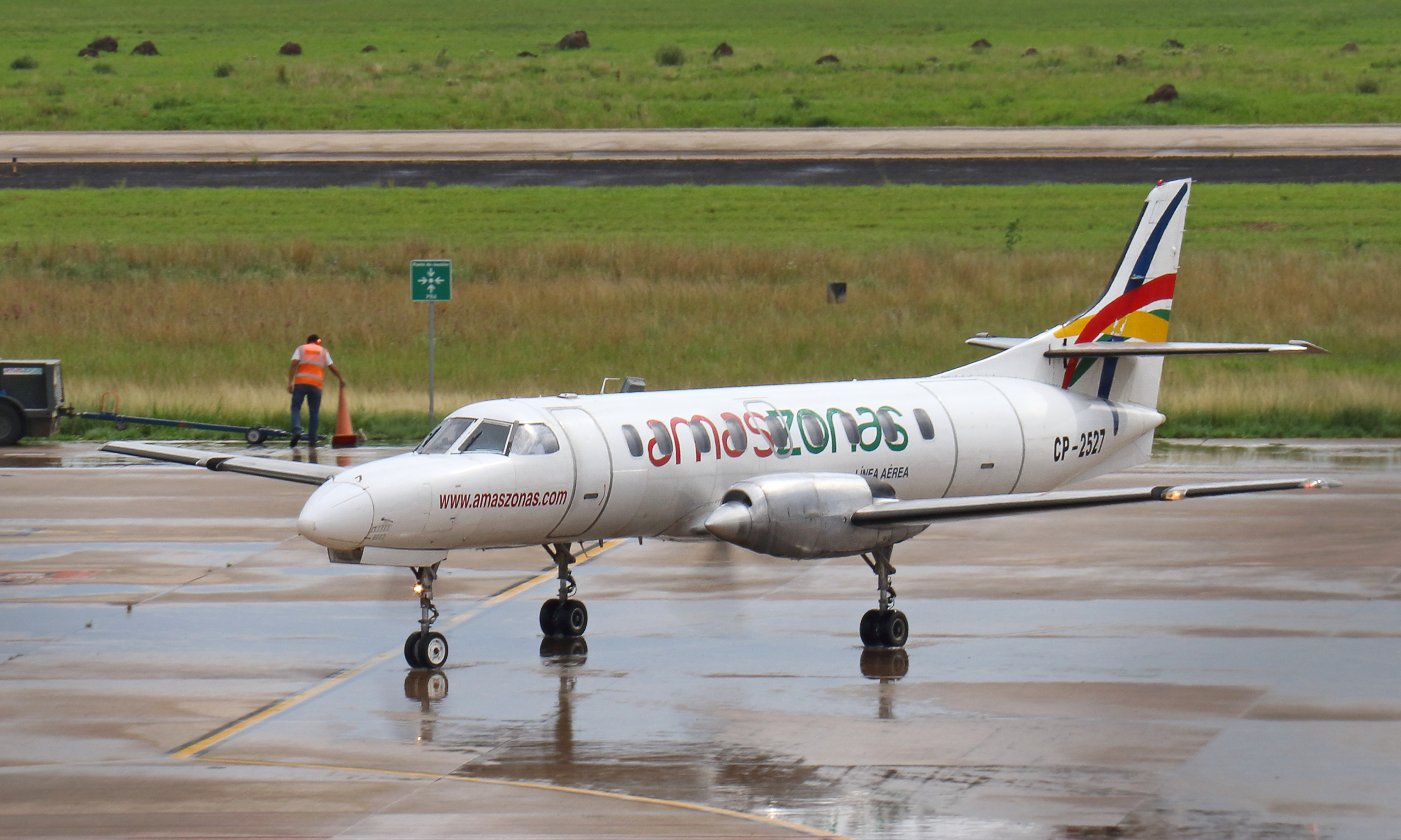
Un Fairchild Metroliner de Amaszonas en rodaje para despegar desde el Aeropuerto Internacional Viru Viru.

| Aeronave                        | Número | Introducido | Retirado | Matrículas                                                                       |
| ------------------------------- | ------ | ----------- | -------- | -------------------------------------------------------------------------------- |
| Bombardier CRJ-200              | 9      | 2012        | 2020     | CP-2715, CP-2733, CP-2742, CP-2762, CP-2856, CP-2867, CP-2908, CP-2969 y CP-3085 |
| Cessna Grand Caravan            | 3      | 2002        | 2008     | CP-2395, CP-2412 y CP-2413                                                       |
| De Havilland Canada Dash 8-200  | 2      | 2017        | 2023     | CP-3092 y CP-3098                                                                |
| Embraer ERJ-190                 | 3      | 2019        | 2023     | CP-3135, CP-3142, CP-3145 y CP-3171                                              |
| Fairchild Swearingen Metroliner | 3      | 2004        | 2018     | CP-2459, CP-2527 y CP-2473                                                       |

## Accidentes e incidentes
- El 10 de julio de 2001, a las 16:47 hora local, los dos pilotos de una nave Cessna 208 Caravan (matrícula CP-2395) con once pasajeros a bordo tuvieron que ejecutar un aterrizaje de emergencia en un cerro cerca a Viacha, seis minutos después de haber partido de La Paz con destino a Rurrenabaque, debido a un problema con el motor. Al chocar contra el suelo, el avión dio vueltas y quedó destruido; sin embargo, todos los ocupantes sobrevivieron.[15]
- El 21 de enero de 2005, una Cessna 208 Grand Caravan (CP-2412) que cubría la ruta La Paz-Sucre tuvo que aterrizar de emergencia en el Cerro Huaricollo, cerca de Colquiri. Uno de los pasajeros a bordo el avión era el empresario Samuel Doria Medina. No hubo víctimas, pero el avión quedó destruido.[16]
- El 27 de febrero de 2011, un Fairchild Swearingen Metroliner (CP-2473) tuvo que aterrizar de emergencia en el Aeropuerto Internacional El Alto mientras cubría la ruta San Borja-Rurrenabaque. El avión sufrió daños que pudieron ser finalmente reparados.[17]
- El 18 de marzo de 2015, un Canadair CRJ-200LR (CP-2742) sufrió un percance cuando excursionó de la pista tras abortar el despegue en Caraparí, Santa Cruz. Ninguno de los ocupantes a bordo resultó herido. [18]
- El 29 de marzo de 2018, un Fairchild Swearingen Metroliner (CP-2459) que cubría la ruta Riberalta-Trinidad tuvo problemas para despegar del Aeropuerto Capitán Av. Selin Zeitun López después de que varios pájaros impactasen en el motor. La aeronave acabó por salirse de la pista.[19]